# St. Johann Evangelist und Johann Baptist (Salmanskirchen)

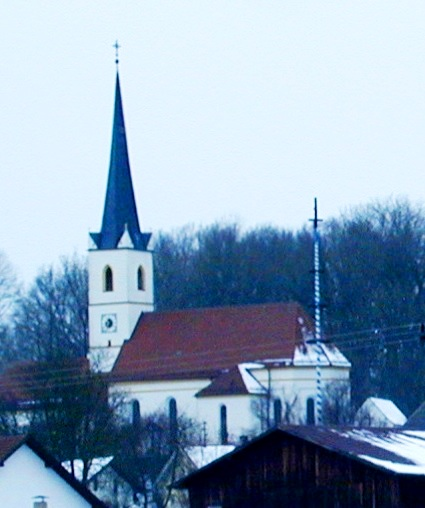
Salmanskirchen, Filialkirche St. Johann Evangelist und Johann Baptist

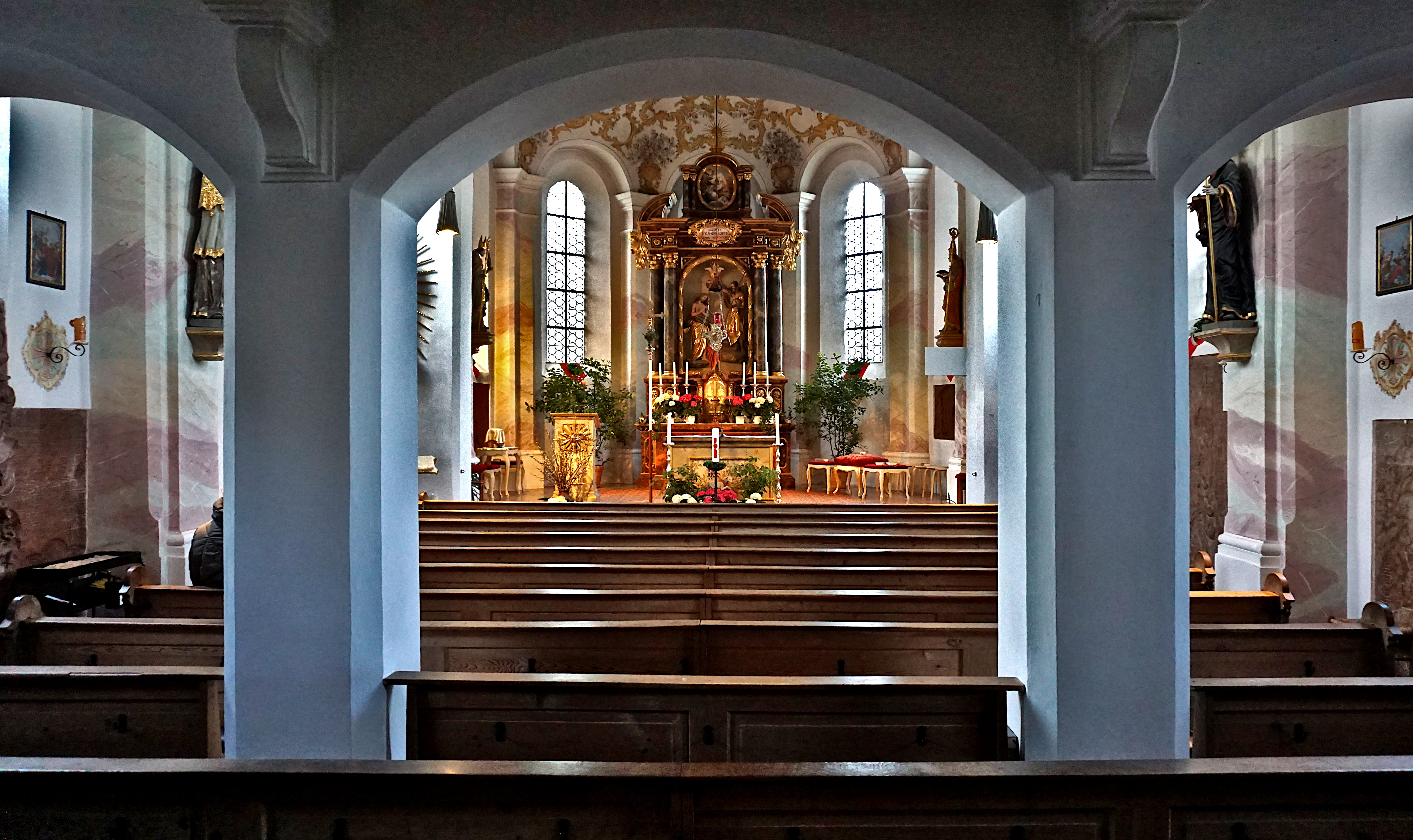
Innenraum der Kirche

Die römisch-katholische Filialkirche St. Johann Evangelist und Johann Baptist ist ein Baudenkmal in Salmanskirchen, Gemeinde Ampfing.

## Geschichte
1342 ließ der Ritter Andreas Pfäffinger, Schlossherr von Salmanskirchen eine bestehende, baufällige Kirche abreißen. Der Neubau wurde den Heiligen Johannes der Täufer und dem Evangelisten Johannes geweiht. Der heutige Bau an gleicher Stelle geht auf das Jahr 1501 zurück, der von den Rittern Gentiflor und Degenhart Pfäffinger veranlasst und 1505 vom Salzburger Weihbischof Nikodemus von Hippo geweiht wurde. Nachdem 1710 zwei Kapellen angebaut wurden, wurde 1713 das Langhaus durch Dominik Gläsl um ein Joch erweitert und neu eingewölbt. Zudem hat man den dreiseitig geschlossenen Chor neu erbaut. Silvester Mayerhofer errichtete den 1733 durch einen Blitzschlag schwer beschädigten Turm im gleichen Jahr neu. Der Innenraum der Kirche wurde um 1870 entbarockisiert und die reiche, im Aufblühen einer lokalen Wallfahrt um 1765 geschaffene Rokokoausgestaltung neuromanisch erneuert. Vom Südportal abgesehen, wurde diese 1965 wieder entfernt und 1981 bis 1983 im Zuge einer grundlegenden Renovierung der Kirche, die ursprüngliche Rokokoausmalung rekonstruiert. Dabei wurden originale Fragmente und ein freigelegtes Deckengemälde im Chor einbezogen. 1983 wurde ein Rokokoaltar um 1700 aus der Schlosskapelle von Schonstett erworben.

## Baubeschreibung
Die Kirche ist ein kleiner spätgotischer Saalbau mit polygonaler Chorapsis und einem Westturm mit Eckaufsätzen und Spitzhelm. Friedhof und Friedhofsmauer sind vermutlich aus dem 16. Jahrhundert.

## Ausstattung

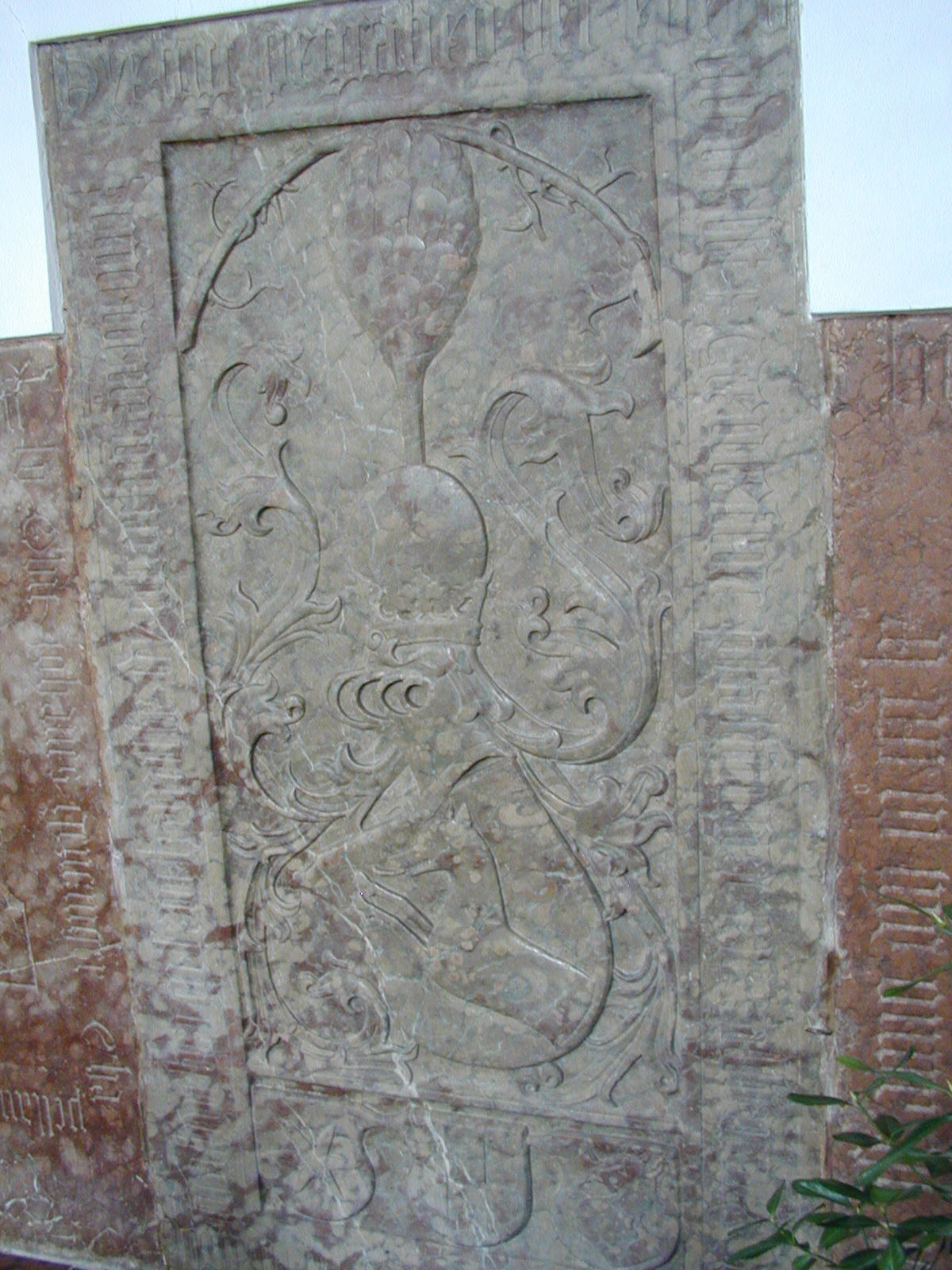
Grabstein für Gentiflor Pfäffinger; Franz Sickinger zugeschrieben

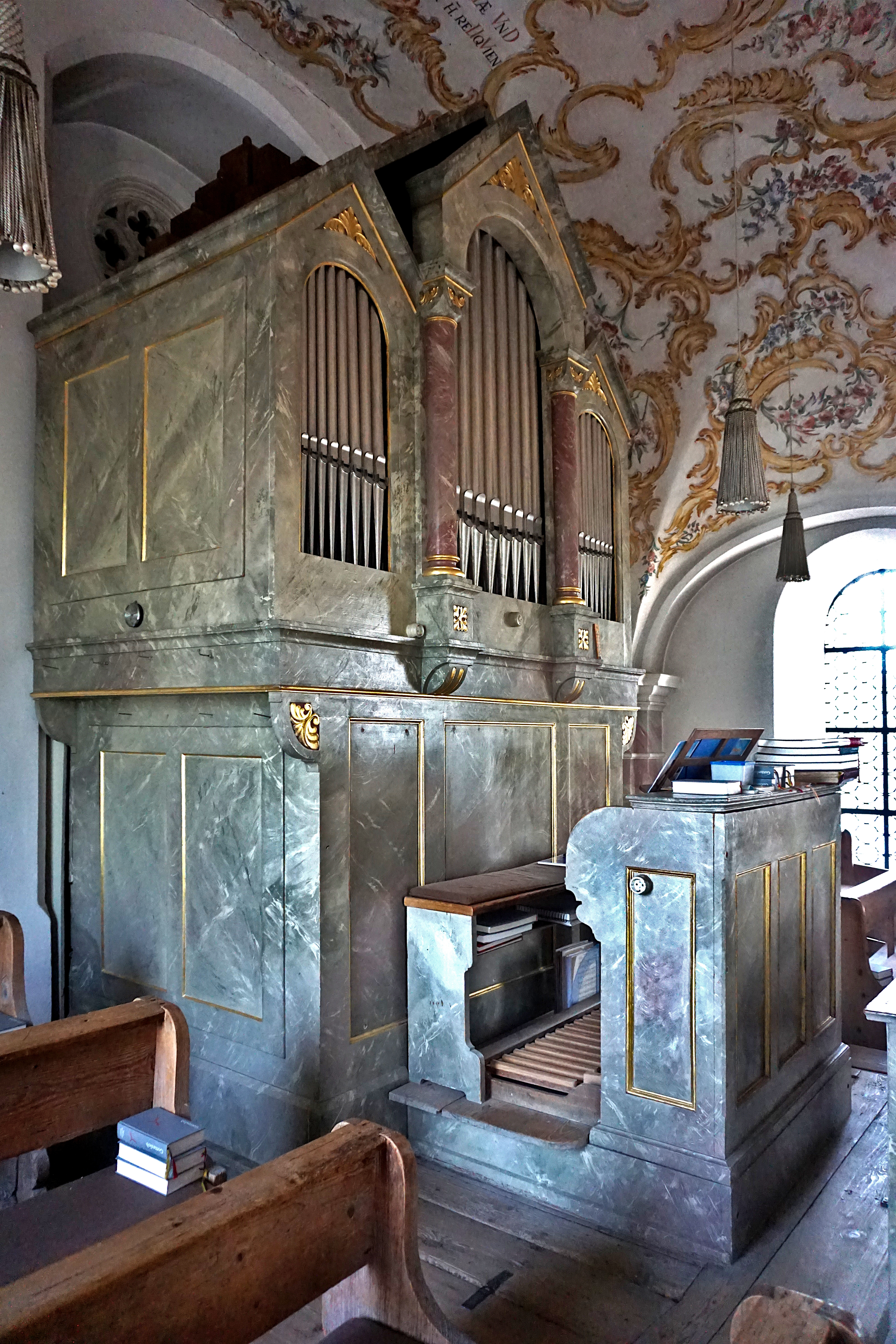
Die Orgel

Das Deckengemälde im Chor wird Jakob Fürstenbräu zugeschrieben und vermutlich durch Martin Anton Seltenhorn vollendet. Das Hauptbild im Langhaus ist aus dem Jahre 1983. Die Muttergottesfigur am Chorbogen links, um 1400, wurde 1515 von Degenhart Pfäffinger in Brüssel erworben. Zwei Tafelbilder auf der Empore sind alte Kopien der vier Apostel von Albrecht Dürer aus dem Ende des 16. Jahrhunderts. Die Glasgemälde in den Langhausfenstern sind aus der Zeit von 1502 bis 1510 und stellen eine Strahlenmadonna, den hl. Andreas, die beiden Johannes sowie die beiden Stifter Gentifor Pfäffinger mit Gemahlin Anna Auer von Winkl und Degenhart Pfäffinger mit dem kursächsischen Wappen dar.
In der Kirche finden sich viele bedeutende Grabsteine der Pfäffinger und ihrer Nachfolger aus dem 15. bis 17. Jahrhundert. Der des Degenhart Pfäffinger stellt den Ritter im Dreiviertelrelief mit Blick zum Altar dar. Der Wappengrabstein für Gentiflor Pfäffinger wird dem Burghauser Steinmetz Franz Sickinger zugeschrieben.
Die siebenregistrige Orgel von der Orgelfabrik Willibald Siemann wurde 1906 aufgestellt.